# Фёдоров, Алексей Константинович
Алексей Константинович Федоров (9 мая 1933, д. Надеждино, Дурасовского района, теперь Саратовской области Российская Федерация — 24 апреля 1998) — советский военачальник, генерал-лейтенант (1980).  Начальник штаба Киевского военного округа. Депутат Верховного Совета УССР 10-11-го созывов. Член Президиума Верховной Рады УССР 11-го созыва.

## Биография
С 1944 по 1951 год — курсант Саратовского суворовского военного училища.
С 1951 года служил в Советской армии. Окончил Одесское Краснознаменное пехотное училище. Начал службу в Дальневосточном военном округе. Служил в должностях командира стрелкового взвода, роты и батальона в 50-м стрелковом полку 39-й стрелковой дивизии.
Окончил Военную академию имени М.В. Фрунзе. 
Служил в должностях заместителя командира полка, командира полка (Днепропетровск), и начальника штаба дивизии (Конотоп), в Киевском военном округе.
Член КПСС с 1960 года.
Закончил обучение в Военной академии Генерального штаба Вооруженных Сил СССР имени К.Е. Ворошилова.
С 1974 по 1978 год — командир 68-й Новгородской Краснознаменной мотострелковой дивизии Среднеазиатского военного округа.
С 1978 по 1979 год — начальник штаба — первый заместитель командующего 1-й гвардейской общевойсковой Краснознаменной армии Киевского военного округа.
С сентября 1979 по май 1982 года — командующий 1-й гвардейской общевойсковой Краснознаменной армией Киевского военного округа.
С мая 1982 по апрель 1986 года — начальник штаба — первый заместитель командующего войсками Краснознаменного Киевского военного округа.
С мая по август 1986 года — участник ликвидации аварии на Чернобыльской АЭС — начальник Научного центра Министерства обороны СССР по ликвидации последствий аварии на Чернобыльской АЭС.
С марта 1987 по март 1988 года — начальник штаба — первый заместитель главнокомандующего Группой советских войск в Германии.
Первый заместитель начальника Главного штаба Сухопутных войск Министерства обороны СССР. Затем — в отставке
Скончался 24 апреля 1998 года от лучевой болезни. Похоронен на Троекуровском кладбище.

## Звания
- генерал-майор (02.1976)
- генерал-лейтенант (.11.1980)

## Награды
- орден Красной Звезды
- орден За службу Родине в Вооруженных Силах СССР 3-й степени
- орден Мужества
- медали